# Sophia (Gandersheim)
Sophia (* Sommer/Herbst 975 (?); † 30. Januar 1039 in Gandersheim) war die Tochter Kaiser Ottos II., der Kaiserin Theophanu und damit die Schwester Kaiser Ottos III. Sie gründete das Cyriakusstift Eschwege, war von 1002 bis zu ihrem Tod Äbtissin im Stift Gandersheim und ab 1011 Äbtissin im Stift Essen.

## Leben
Die Reihenfolge der Namensvergabe für die Kinder Ottos II. und Theophanus lässt darauf schließen, dass Adelheid (geb. 977) die ältere Schwester ist und Sophia somit erst nach 977 geboren wurde. 975 ist demnach ein Kind geboren, das nicht überlebte.
Aus einer Schenkungsurkunde Ottos II. aus dem Jahr 979, mit der auf Vorschlag Theophanus dem Stift Gandersheim ein Gut übereignet wurde, ist bekannt, dass Sophia in diesem Jahr dem Stift Gandersheim zur Erziehung übergeben wurde. Äbtissin dort war zu diesem Zeitpunkt Gerberga, die Schwester und Vertraute Heinrichs des Zänkers.
989 wurde sie als Nonne eingekleidet. In Zusammenhang mit dieser Einkleidung verursachte sie einen Konflikt zwischen dem für Gandersheim zuständigen Hildesheimer Bischof Osdag und Willigis, dem Bischof von Mainz und Kanzler des Reiches. Sophia weigerte sich, den Schleier von Osdag entgegenzunehmen, der allerdings auf seinem Recht beharrte und demonstrativ seinen Bischofsstuhl neben dem Altar aufstellen ließ. Sie wollte den heiligen Schleier von dem Erzbischof Willigis von Mainz in Empfang nehmen. Zuvor sollen sich die beiden Bischöfe laut der Vita Bernwardi in Anwesenheit Theophanus und des Hofes wegen des Vorgangs bei Sophias Einkleidung gestritten haben. Diese Situation belastete das Verhältnis zwischen Mainz und Hildesheim. Der Konflikt wurde vorerst  beigelegt und die Einkleidung der Sophie wurde von beiden Bischöfe vorgenommen, während die Einkleidung der übrigen Nonnen Osdag alleine übernahm. Diese Auseinandersetzung wurde als der Gandersheimer Streit bezeichnet und wurde bis zur Synode von Frankfurt 1027 unter Konrad II. (HRR) nicht aufgelöst.
Sophia stand bis 997 ihrem Bruder Otto sehr nahe. In einer Urkunde bezeichnete er sie als dilectissima soror (vielgeliebte Schwester)  und beschenkte sie mit vielen Gütern. Sie zeichnete sich nicht nur durch ihre Beteiligung an dem Gandersheimer Streit aus, sondern auch durch ihren Einfluss auf die Politik ihres Bruders. Unter anderem fungierte sie am Hofe Ottos III. als Intervenientin. Nach 997 taucht sie  jedoch nicht mehr im näheren Umfeld des Kaisers auf.

Sophia wurde 1002 Äbtissin in Gandersheim. Im Jahr 1011 wurde sie außerdem Nachfolgerin der bedeutendsten Essener Äbtissin Mathilde. Für die dortige Nachfolge war ursprünglich ihre Schwester Mathilde vorgesehen gewesen, die aber um 990 aus politischen Gründen verheiratet worden war. Sophia stand beiden Stiften bis zu ihrem Tod vor. Sie starb am 30. Januar (andere Quellen nennen 27. oder 31. Januar) 1039 in Gandersheim und wurde in der dortigen Stiftskirche begraben.

## Sophias Abbatiat in Essen
Seit Georg Humann ist es Thema der Essener Lokalgeschichte, dass Sophia in Essen ihre Pflichten vernachlässigt habe, da mehrere von Mathilde begonnene Projekte wie der Reliquienschrein des Hl. Marsus, ein Vortragekreuz (das sogenannte jüngere Mathildenkreuz) und möglicherweise auch der Westbau des Essener Doms erst unter Sophias Nachfolgerin in Essen, ihrer Nichte Theophanu, vollendet worden seien. Sophia habe Gandersheim vorgezogen und in Essen keine Spuren hinterlassen.
Das jüngere Mathildenkreuz wurde allerdings nicht von Mathilde begonnen, sondern erst von Theophanu. Es ist möglich, dass Sophias scheinbare Untätigkeit in Essen nur auf lückenhafter Überlieferung beruht. Sophia berief 1029 eine Regionalsynode ein, bei der unter Beteiligung des Erzbischofs von Köln und der Bischöfe von Münster und Paderborn das Essener Zehntgebiet neu geordnet wurde. In einer Urkunde nahm sie die Schenkung eines Freien entgegen, der sich mit seiner Familie dem Stift Essen übereignete. Das Kreuz mit den großen Senkschmelzen des Essener Domschatzes, das um das Jahr 1000 geschaffen worden war, wurde unter Mitwirkung von Handwerkern süddeutscher Werkstätten aus dem Umkreis Kaiser Heinrichs II. umgestaltet, wofür nur Sophia als Auftraggeberin in Betracht kommt.